# Donmatías
Donmatías, a volte indicato come Don Matías, è un comune della Colombia facente parte del dipartimento di Antioquia.
Il centro abitato venne fondato nel 1787, ma i primi abitatori della zona furono alcuni coloni provenienti da Santa Fe de Antioquia; l'istituzione del comune è del 1814.